# قائد وحدة

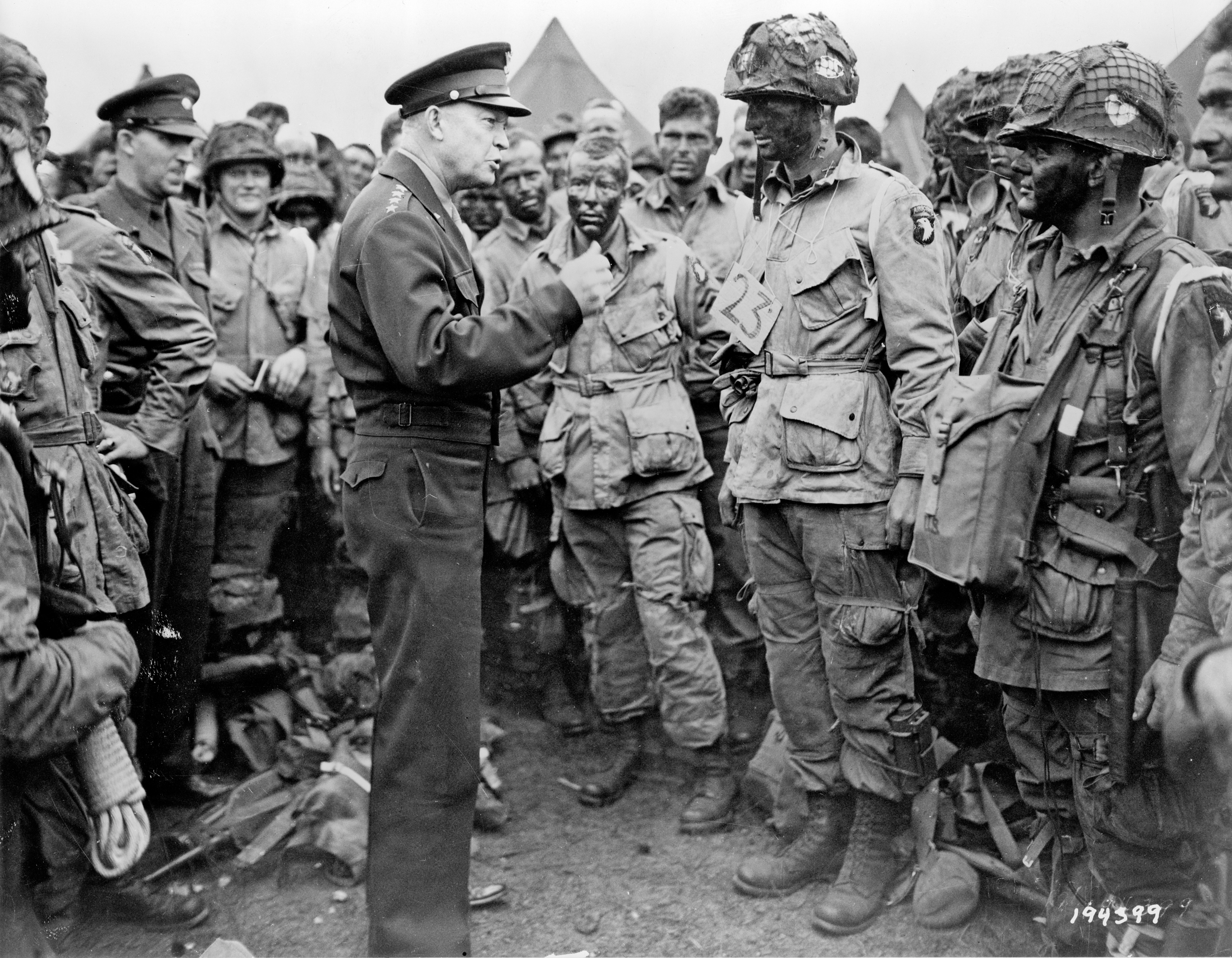

قائد الوحدة أو الضابط القائد (بالإنجليزية: commanding officer)‏ ويعرف اختصارا بـ (CO) هو ضابط لقيادة وحدة عسكرية. وعادة ما يكون للقائد السلطة المطلقة على الوحدة، وعادة ما يتم منحه مساحة صلاحيات واسعة لتشغيل الوحدة بالشكل الذي يراه مناسبا، ضمن حدود القانون العسكري. وفي هذا الصدد، يتحمل قادة الوحدات مسؤوليات كبيرة (مثل استخدام القوة، والميزانية، والمعدات، واتفاقيات جنيف)، والواجبات (نحو السلطة العليا، وفعالية البعثة، وواجب رعاية الموظفين)، والسلطات (مثل الانضباط ومعاقبة الموظفين في حدود معينة من القانون العسكري).
في بعض البلدان، قد يكون قائد الوحدة من أي رتبة. وعادة ما يكون هناك عدد ضباط أكثر من من مناصب القيادة المتاحة، والوقت الذي يتم قضائه في القيادة هو عموما عامل رئيسي من عوامل الترقية، وبالتالي فإن دور قائد الوحدة ذو قيمة عالية. وكثيرا ما يساعد قائد الوحدة من قبل ضابط تنفيذي. ويمكن أن يكون للوحدات الكبيرة أيضا ضباط أركان حرب لديهم مسؤوليات مختلفة.